# デービッド・ムーア (植物学者)
デービッド・ムーア（英: David Moore、1808年4月23日 – 1879年6月9日）は、スコットランド生まれの、アイルランドの園芸家、植物学者である。Royal Dublin Society's botanic garden（現在のアイルランド国立植物園）の園長を務めた。

## 略歴
スコットランドのダンディーで庭師の息子に生まれた。1828年にアイルランドへ移住し、その時にスコットランド風の姓のMoirまたはMuirからMooreに改めた。ダブリン大学植物園の学芸員、ジェームズ・タウンゼント・マッケイ（James Townsend Mackay）の助手として働き、1838年にダブリンのRoyal Dublin Society's botanic gardenの学芸員となり、1865年に園長に任じられた。
蘚苔類の専門家で"Phytologist"、"Natural History Review"、"Dublin University Zoological and Botanical Proceedings"、"Leeman's Journal of Botany"、"Proceedings of the Royal Irish Academy"などの学術誌に多くの論文を発表した。1866年にモア（Alexander Goodman More）と共著で"Contributions towards a Cybele Hibernica, being Outlines of the Geographical Distribution of Plants in Ireland"を出版した。
弟のチャールズ・ムーア（1820年 - 1905年）も植物学者となり、オーストラリアのシドニー王立植物園の園長を務めた。デービッドの息子のフレドリック・ムーア（Frederick William Moore）もダブリン植物園の学芸員となった。
ヒガンバナ科の種Crinum moorei Hook.f.などに献名された。

## 著作
- 1837 Botany. 91 pp. Reeditó WCB/McGraw-Hill, 1998, Randy Moore, Darrell S. Vodopich, 919 pp. ISBN 0071154043
- 1866 Contributions towards a Cybele Hibernica, Being Outlines of the Geographical Distribution of Plants in Ireland: By David Moore and Alexander Goodman More. Ed. Hodges, Smith & Co. 402 pp. En línea
- 1873 The mosses of Ireland: Synopsis of all the mosses known to inhabit Ireland up to the present time. Ed. University Press. 146 pp.
- 1885 Guide to the royal botanic gardens, Glasnevin. 59 pp. Reeditó en 2010 Kessinger Publ. 64 pp. ISBN 1161876642